# Jakob Fugger der Ältere

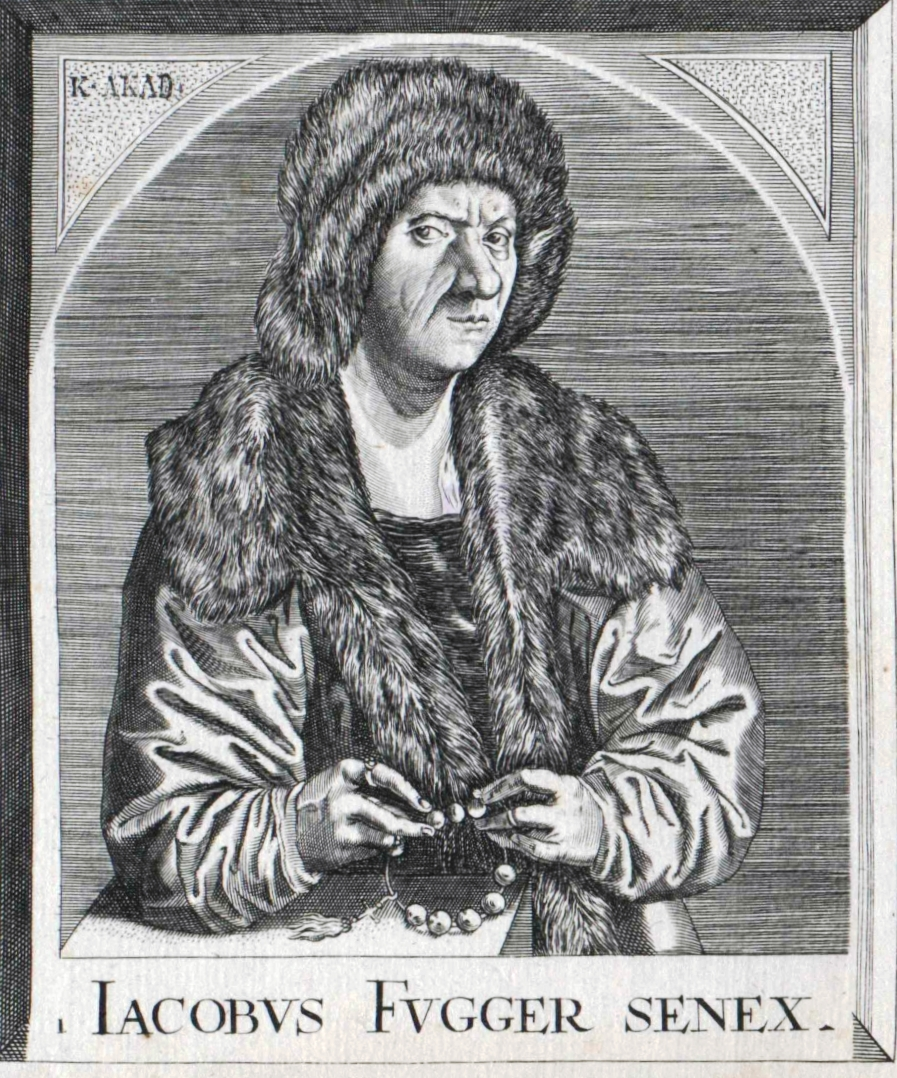
Jakob Fugger der Ältere

Wappen der Fugger von der Lilie

Jakob Fugger (* 1398 in Augsburg; † 23. März 1469 in Augsburg; später genannt Jakob Fugger der Ältere) war Webermeister, Ratsherr und Kaufmann. Als solcher ist er der Stammvater des Geschlechts der Fugger von der Lilie. Er war der Vater Jakob Fuggers des Reichen.
Sein Vater war Hans Fugger († 1408/09), der im Jahre 1367 als Landweber aus Graben in die freie Stadt Augsburg gekommen war. Hans Fugger konnte, durch einigen Fleiß, viel Glück und vor allem zwei sehr vorteilhafte Vermählungen (1. Clara Widolf, 2. Elisabeth Gfattermann), seiner Familie bei seinem Tod im Jahre 1408 ein nicht unerhebliches Vermögen hinterlassen.
Die Witwe Elisabeth Fugger-Gfattermann († 1436) führte die Weberei und den Textilhandel bis zu ihrem Tod im Jahre 1436 weiter. Ihre Söhne Andreas und Jakob ließ sie als Lehrlinge das Goldschmiedehandwerk erlernen und selbst brachte sie ihnen das Weberhandwerk und den Tuchhandel bei.
Gemeinsam bauten die drei Familienmitglieder ein gutgehendes, aber noch mittelmäßiges Handelsunternehmen auf und brachten es in den ersten drei Jahrzehnten des 15. Jahrhunderts zu einem ansehnlichen Vermögen. Nach dem Tod der Mutter übernahm Andreas die Leitung der Firma und erst 1454 erfolgte die Trennung des Unternehmens. Jakob Fugger nahm seinen Geschäftsanteil aus der Firma und wirtschaftete auf eigene Rechnung weiter. Überaus erfolgreich, wie sich zeigte, denn bereits acht Jahre vor seinem Tode zählte Jakob Fugger d. Ä. zu den zwölf reichsten Augsburger Bürgern.
Jakob Fugger heiratete am 13. April 1441 Barbara Bäsinger, die Tochter des Münzmeisters Franz Bäsinger. Nach dem Tod ihres Gatten führten zunächst Barbara Fugger und danach die Söhne die väterliche Firma weiter und machten sie zu einem der größten und reichsten Handelshäuser Europas.

## Nachkommen
Aus seiner Ehe mit Barbara Bäsinger gingen elf oder zwölf Kinder hervor, von denen eins bzw. zwei im Kindesalter und drei Söhne als junge Erwachsene starben:
- Ulrich Fugger (1441–1510), Kaufmann, ⚭ Veronika Lauginger
- Andreas Fugger (1443–1461), Kaufmann
- Anna Fugger (1444–1485), ⚭ Hektor Mülich
- Johann/Hans Fugger (1445–1461), Kaufmann
- Markus Fugger (1448–1478), Domherr in Augsburg
- Peter Fugger (1450–1473), Kaufmann
- Georg Fugger (1453–1506), Kaufmann, ⚭ Regina Imhoff
- Barbara Fugger (1455–1533), ⚭ Konrad Meuting
- Walburga Fugger (1457–1500), ⚭ Wilhelm Rehm
- Jakob Fugger (1459–1525), Kaufmann, ⚭ Sibylla Artzt
- Ursula Fugger (1461–1462)
- Bartholomäus Fugger (1465)